# Lixu (köpinghuvudort i Kina, Jiangxi Sheng, lat 28,07, long 116,63)
Lixu är en köpinghuvudort i Kina. Den ligger i provinsen Jiangxi, i den sydöstra delen av landet, omkring 100 kilometer sydost om provinshuvudstaden Nanchang. Antalet invånare är 14 219. Befolkningen består av 6 657 kvinnor och 7 562 män. Barn under 15 år utgör 19,0 %, vuxna 15-64 år 74 %, och äldre över 65 år 6,0 %.
Runt Lixu är det ganska tätbefolkat, med 192 invånare per kvadratkilometer. Närmaste större samhälle är Maxu, 17,6 km väster om Lixu. I omgivningarna runt Lixu växer i huvudsak blandskog.
Genomsnittlig årsnederbörd är 2 491 millimeter. Den regnigaste månaden är juni, med i genomsnitt 454 mm nederbörd, och den torraste är oktober, med 26 mm nederbörd.